# Liste der Botschafter der Vereinigten Staaten im Libanon

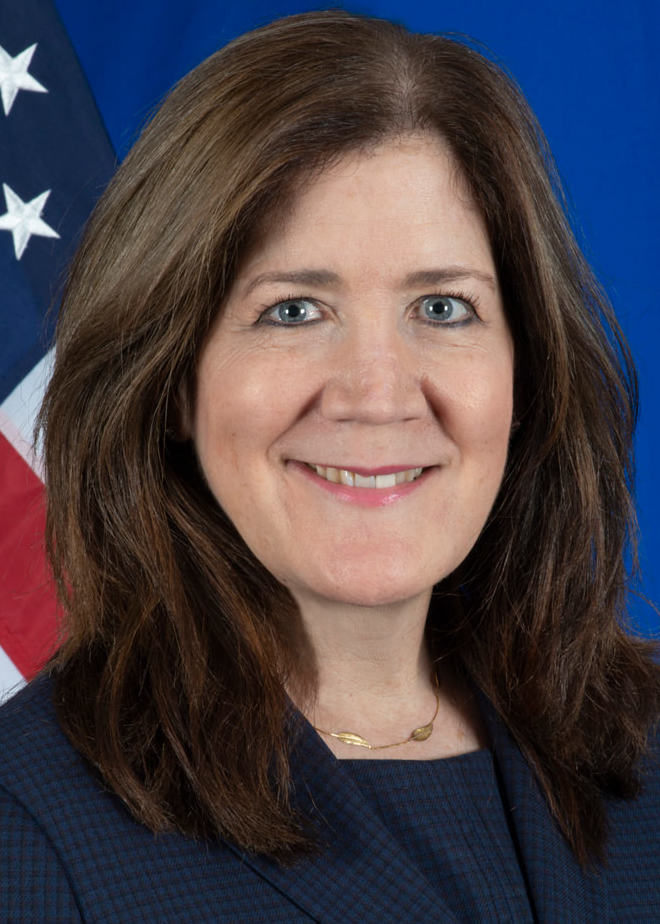
Dorothy Shea, von 2020 bis 2024 Botschafterin im Libanon

Der Botschafter der Vereinigten Staaten von Amerika im Libanon ist der bevollmächtigte Botschafter der Vereinigten Staaten von Amerika im Libanon (bis 1952 Gesandter).

## Botschafter
| Amtszeit  | Name                       | Bemerkungen                                                     |
| --------- | -------------------------- | --------------------------------------------------------------- |
| 1942–1947 | George Wadsworth II        | bis 1944 Diplomatic Agent/Consul General                        |
| 1947–1951 | Lowell Call Pinkerton      |                                                                 |
| 1951–1953 | Harold Bronk Minor         | ab 1952 Botschafter                                             |
| 1953–1954 | Raymond Arthur Hare        |                                                                 |
| 1955–1958 | Donald Read Heath          |                                                                 |
| 1958–1961 | Robert Mills McClintock    |                                                                 |
| 1962–1965 | Armin Henry Meyer          |                                                                 |
| 1965–1970 | Dwight Johnson Porter      |                                                                 |
| 1970–1974 | William Burnside Buffum    |                                                                 |
| 1974–1976 | George McMurtrie Godley II |                                                                 |
|           | Francis Edward Meloy Jr.   | Vor Akkreditierung im Libanon ermordet                          |
| 1977–1978 | Richard Bordeaux Parker    |                                                                 |
| 1978–1981 | John Gunther Dean          |                                                                 |
| 1981–1983 | Robert Sherwood Dillon     |                                                                 |
| 1983–1986 | Reginald Bartholomew       | 1984 wird Botschaft bombardiert                                 |
| 1986–1988 | John Hubert Kelly          |                                                                 |
| 1989–1990 | John Thomas McCarthy       | Botschaft 1989 aufgrund Bedrohung durch Bürgerkrieg geschlossen |
| 1990–1993 | Ryan Clark Crocker         | Botschaft 1990 wieder eröffnet                                  |
| 1993–1994 | Mark Gregory Hambley       |                                                                 |
| 1994–1996 | Ronald Lewis Schlicher     | Chargé d’Affaires ad interim                                    |
| 1996–1998 | Richard Henry Jones        |                                                                 |
| 1998–2001 | David Michael Satterfield  |                                                                 |
| 2001–2004 | Vincent Martin Battle      |                                                                 |
| 2004–2008 | Jeffrey David Feltman      |                                                                 |
| 2008–2010 | Michele Jeanne Sison       |                                                                 |
| 2010–2013 | Maura Connelly             |                                                                 |
| 2013–2015 | David Hale                 |                                                                 |
| 2016–2020 | Elizabeth H. Richard       |                                                                 |
| 2020–2024 | Dorothy Shea               |                                                                 |
| 2024–     | Lisa A. Johnson            |                                                                 |